# Русланова Лідія Андріївна
Лідія Андріївна Русла́нова (при народженні Прасковья Андриановна Ле́йкина-Горшенина; 14 (27) октября 1900, село Чернавка, Сердобський уїзд, Саратовська губернія — 21 вересня 1973, Москва) — радянська ерзянська співачка. Заслужена артистка РРФСР (27.06.1942). В'язень російських концтаборів ГУЛАГ. 
Основне місце в репертуарі Русланової посідали російські народні пісні. Лідія Русланова була однією з найпопулярніших виконавиць у СРСР, а її виконання народних пісень вважають еталонним.
Лідія Русланова мала красивий та сильний голос широкого діапазону. Вона створила свій стиль виконання пісень, які збирала протягом життя. Серед найвідоміших її пісень — «Степь да степь кругом», «Липа вековая», «Я на горку шла», «Златые горы», «Окрасился месяц багрянцем», «Светит месяц», «Валенки» та інші. Лідія Русланова виконувала й пісні радянських композиторів. Вона однією з перших заспівала «Катюшу».

## Біографія

### Дитинство та юність
Парасковія Лейкіна, майбутня співачка Лідія Русланова, народилась 14(27) жовтня 1900 року у бідній старовірській родині. По матері вона належала до народності ерзя. Окрім Парасковії у родині було ще двоє дітей — Юля та Авдій. Батько, Андрій Маркелович, працював вантажником на пристані.
У ті часи у селі багато співали: під час польових робіт, на гуляннях. "У родині майбутньої співачки добре співала бабуся, а брат батька — дядько Яків — був сільською знаменитістю. «Самородок найвищої проби», -  називала його згодом Надія Русланова.  Яків співав на сільських святах, вечорницях та весіллях. Він знав багато пісень. Але найбільше слухачі цінували його «імпровізації»..
Одразу після початку російсько-японської війни Андрія Лейкіна, батька Лідії, єдиного годувальника в родині, забрали в солдати.
Мати Лідії, Тетяна, залишилась одна з трьома дітьми, сліпою свекрухою та хворим свекром. Вона змушена була влаштуватися на цегельний завод в Саратов. Дітей прихистили батьки батька, які самі жили в бідності. Мати майбутньої співачки недовго працювала на заводі — вона надірвалася і захворіла. Хворіючи, вона нерухомо лежала на лавці, а Ліда ходила, як по сцені, по російській печі та співала все, що знала — і сільські пісні, і міські. Всі дивувалися: «От бісеня, яка пам'ятлива».
Ліді ледь виповнилося шість років, коли померла її мати. Батько додому не повернувся. У повідомленні написали, що він зник безвісти. Насправді він був живий, але втратив ногу.
Турботи про сім'ю лягли на Ліду і на сліпу бабусю. Вони ходили по Саратову і навколишніх селах, співали і просили милостиню. Ліда співала, кричала зайцем і жабою, а бабка голосила: «Сироти, мамка їх померла, а батя їх за віру, царя и отечество кров проливає, подайте копієчку». Виступи мали успіх. Вуличну співачку запрошували навіть в багаті купецькі будинки. Незабаром померла і бабуся. Ліді було на той момент сім років.
Ходіння з торбою тривало майже рік, поки на талановиту дівчинку не звернула увагу вдова чиновника, який загинув в російсько-японській війні. . Пошкодувавши сиріт, вона вирішила за свій рахунок прилаштувати дітей у притулки. На кожного писала прохання, ходила по інстанціях і добилася того, що всі діти були влаштовані. Старшу вдалося влаштувати до найкращого саратовського притулку при Кіновійській церкві, де був власний дитячий церковний хор, але оскільки дітей селянського стану туди не брали, а ім'я та прізвище дівчинки — Агаша Лейкина — видавало її селянське походження, з'явилася фіктивна грамота з новими ім'ям і прізвищем: Лідія Русланова. .
У притулку Лідія вступила до першого клас у церковно-приходської школи. Була прийнята в хор і відразу стала солісткою. Співала на святах і похоронах. У притулку у дівчини розвинувся не лише співочий, а й артистичний талант. На рукоділлі, яке їй не давалося, подружки виконували її урок, тільки б послухати тут же складені «дивовижні історії», по ходу яких хтось із персонажів обов'язково повинен був співати..
Регент хору приділяв Ліді особливу увагу. Скоро весь Саратов знав її під іменем «Сирота», а до храму, где вона співала, приходили ті, хто бажав слухати її виконання. Після недільних свят вона поверталась до притулку, і розпочинались суворі будні — репетиції, де за кожною невірною нотою йшло покарання. Иосиф Прут, що чув її спів у 1908 році під час страсного тижня, так згодом описував свої враження:
На паперті храму просив милостиню одноногий солдат із георгіївським хрестом — батько Лідії Русланової. Обидва вдавали, що не знають один одного, оскільки якби стало відомо, що у сироти є годувальник, її могли відрахувати з притулку. Андрій Лейкін після повернення з фронту одружився, але дітей не забрав — не міг прогодувати. В кінці наступної зими він застудився, захворів на запалення легенів і помер в лікарні для жебраків ".
Після притулку Лідію віддали ученицею на меблеву фабрику ".
. Деякий час жила у дядька, працювала на різних фабриках. Пісня допомагала Русланової: «за пісні мені всі допомагали». Її голос почув викладач саратовської консерваторії Михайло Медведєв. Він взяв Лідію Русланову в консерваторію і готував її до оперної кар'єри. Співачка вчилася упродовж двох років, але в підсумку вирішила, що буде виконувати народні пісні: "Зрозуміла, що академічної співачкою мені не бути. Моя вся сила була в безпосередності, в природному почутті, в єдності з тим світом, де народилася пісня ".
У 1916 році Лідія Русланова вирушила на фронт як сестра милосердя і до жовтня 1917 року служила в санітарному поїзді.

### Русланова в роки революцій та громадянської війни
У 1917 році Лідія Русланова вийшла заміж за інтенданта Віталія Степанова років тридцяти п'яти, «з благородних». У травні 1917 у неї народився син. Він помер не проживши й місяця. Йому навіть ім'я не встигли дати.. У тому ж році на сцені Саратовського оперного театру відбувся дебют Лідії Русланової.
Після жовтневої революції Лідія Русланова їздила з гастролями по всій країні, жила в Проскурові, Бердичеві, Могильові, Києві та інших містах ". «Років у сімнадцять я була вже досвідченою співачкою, нічого не боялася — ані сцени, ані публіки», — згадувала згодом артистка «. Сімейне життя тривало недовго: у 1918 році чоловік кинув її і виїхав.
Протягом всього періоду громадянської війни Русланова виступала перед бійцями регулярної Червоної Армії. Йосип Прут зазначає, що за час Громадянської війни Лідія Русланова встигла дати незліченну кількість сольних концертів. У 1919 році у Вінниці Русланова вийшла заміж за співробітника ВЧК Наума Науміна.
На сцену Лідія Русланова виходила в селянському одязі, волосся зібрано під хустку. Концерти зазвичай завершувалися „Саратовськими стражданнями“, після чого Русланова велично кланялася земним поклоном, і статечно йшла. Її називали в той час „Саратовською птахою“. У ці роки Лідія Русланова займалася самоосвітою, багато читала, почала збирати свою бібліотеку.

### Лідія Русланова у 1921—1939 роки
У 1921 році Лідія переїхала в Москву на професійну артистичну роботу. У тому ж році в Ростові відбувся її дебют як професійної артистки естрадного театру „Скоморохи“.
У 1923 році в Ростові-на-Дону Русланова дебютувала як естрадна співачка. Перший концерт пройшов з величезним успіхом. Русланова була помічена на професійній естрадній сцені і вже в наступному 1924 році запрошена солісткою в Центральний будинок Червоної Армії».
У 20-ті роки остаточно сформувався її стиль у виконанні, поведінці на сцені, підборі концертних костюмів. У театрально-сценічної колекції, яку вона збирала протягом усього життя, було безліч яскраво вишитих сарафанів, квітчастих хусток і шалей. Кілька разів Лідія Русланова виступила в костюмі боярині, але зрозумівши, що такий одяг не відповідає манері виконання пісень, повернулася до селянських костюмів". Надалі співачка завжди вибирала одяг, найбільш відповідний до репертуару і смаків аудиторії: перед вчителями одягала сувору російську сукню без прикрас, а збираючись в село, вибирала найяскравіший наряд.
У цей період у Лідії Русланової зав'язалися знайомства і дружба з багатьма музикантами, письменниками, артистами". Вони, в свою чергу, відзначали і акторський дар співачки. Сама Лідія Русланова про це говорила: «Я так вирішила — як відчую, що голос не звучить, на оповіді перейду. Буду донські оповіді казати, билини російські про Бову-королевича, про Іллю Муромця, Микулу Селяниновича, Василину Прекрасну та Івана Царевича … Я їх багато знаю, ще від бабці своєї.»"
У 20-ті — 30-ті роки грамплатівки стають доступними для масового слухача. Платівки із записами Русланової виходили величезними тиражами. Її голос звучав по радіо, яке також стрімко завойовувало собі аудиторію. Особливою популярністю користувалася Русланова у військових. У числі шанувальників таланту був Федір Шаляпін. Так в листі до Олександра Менделевич він писав:
У 1929 році Лідія Русланова розлучилася з Наумом Науміним і вийшла заміж за відомого конферансьє Михайла Гаркаві. Наумін же був репресований і помер в 1938 році. Гаркаві був зовні непривабливим і вельми огрядним чоловіком (він важив 120 кг). Разом з тим він був дотепною, життєрадісною, ерудованою людиною і користувався повагою серед артистів [9]. Михайло Гаркаві захоплювався колекціонуванням. Його приклад наслідувала і Лідія Русланова. Заробляла вона на ті часи значні кошти [19].
З 1933 Лідія Русланова працювала артисткою музично-естрадного управління Державного об'єднання музичних, естрадних і циркових підприємств [20].
У 1930-ті роки їздила з гастролями по всьому Союзу: кілька разів побувала на Далекому Сході, на Крайній Півночі, в Сибіру, Закавказзі, на Уралі, в Білорусі, співала перед будівельниками перших п'ятирічок, колгоспниками … Її голос мав велику силу і витривалість, дозволяючи їй брати участь в чотирьох-п'яти концертах за один вечір.
В кінці 1930-х була найвисокооплачуванішою артисткою СРСР, її голос звучав по радіо і з грамофонів, концерти незмінно проходили з аншлагами. Зароблені гроші вона витрачала на колекціонування картин російських художників, ікон, старовинних меблів, прикрас, порцеляни, любила гарно і дорого вбиратися.